# Кит и компания
Кит и Компания (нем. Kit & Co (auch Kit & Co. – Lockruf des Goldes) — приключенческий фильм киностудии DEFA 1974 года по мотивам знаменитого цикла повестей и рассказов Джека Лондона «Смок Беллью» и «Смок и Малыш». Картина с участием известнейших  в то время и наиболее любимых зрителями актёров ГДР (один только Армин Мюллер-Шталь, исполнитель роли Славовица, был пять раз признан самым популярным актером страны) имела большой успех. В главной роли снялся певец и актёр Дин Рид — «Красный Элвис».
Кит (Кристофер) Беллью по прозвищу Смок — человек, который нашёл в себе смелость и силу воли променять однообразную и утомительную жизнь корреспондента местной газеты, работающего на износ, не получая платы, — на полную лишений и опасностей, но при этом увлекательную и захватывающую судьбу авантюриста в диких землях Аляски, таящих в себе несметные сокровища. Из неопытного новичка Кит превращается в человека, которого под именем Смока Беллью знал весь Клондайк. 
Клондайк — волшебное слово, обозначающее не только приключения, но и суровую дружбу, непоколебимый характер, любовь… Пройдя по Северному Пути в поисках золотых месторождений невероятные испытания, Беллью открывает истинные ценности жизни.

## Исторический фон
Действие происходит в конце XIX века в США. Аляска — удивительно красивый, но в то же время смертельно опасный край. Здесь можно стать богатым и воплотить свои мечты в жизнь, но также легко и потерять абсолютно все, включая собственную жизнь. Несмотря на это, Аляска всегда манила к себе любителей приключений и авантюристов. Особенно во время знаменитой золотой лихорадки.

## Сюжет
Кит (Кристофер) Беллью — корреспондент небольшой газеты «Billow» («Волна») в Сан-Франциско. Главный редактор и владелец этого издания О’Хара нещадно эксплуатирует Кита, причем вынуждает работать бесплатно, постоянно обещая щедрое вознаграждение в ближайшем будущем, как только газета станет популярной, процветающей и начнет приносить доходы. В реальности «Billow» оказывается на грани банкротства, и Беллью пытается уговорить своего босса отпустить его на север, где начинается золотая лихорадка, в качестве репортёра. Когда тот отвергает предложение, сотрудник в тот же день увольняется и уезжает на Аляску. Кит, открыв в себе авантюрную жилку, решил отправиться туда на заработки — попытать счастья в поисках золота. Только что прибыв, он встречает привлекательную и уверенную в себе золотоискательницу Джой, дочь преуспевающего золотоискателя Луи Гастелла, которая высмеивает подражающего опытным золотоискателям «желторотика» («чечако») Кита.
Но по дороге Кит находит друга и компаньона в странном старателе Джеке Куртце по прозвищу Шорти (Коротышка), и они вместе отправляются в Доусон-Сити. После тяжёлого путешествия, рискуя жизнью, друзья добираются до Доусона. Отсюда и начинаются похождения и приключения Кита с товарищем в поисках золота, сопряжённые с разнообразными опасностями и тяжкими испытаниями, в ходе которых он получает прозвище Смок.
Город золотоискателей — непростое место для проживания. Кит, очарованный Джой, из ревности вступает в драку с опытным золотоискателем Биллом Бурлящей Водой. Но это далеко не последняя передряга, в которую доведётся попасть Киту. Многие взлёты и падения предстоит ему пережить. Он поработает посудомоем и тапёром в ресторане, составит целое состояние в казино, играя в рулетку, а затем спустит его, попытавшись заняться бизнесом. По ходу событий Смок избежит — благодаря вмешательству отважного Билла Бурлящей Воды — бесславной участи кончить жизнь на виселице, будет обманут Джой и ее отцом во время раскопок золота — но, в конце концов, найдёт вместе с Коротышкой легендарное «Золотое озеро».
Поскольку два друга не могут самостоятельно поднять золотые самородки, так как это требует огромных инвестиций, но и не хотят сотрудничать с крупной компанией «Гуггенхайм и сыновья», им приходится менять свои планы. К тому времени Коротышка и Кит снова помирились с Гастеллами. И Джой Гастелл успевает заранее предупредить Смока о соревновании, таким образом, он принимает участие в гонках на собачьих упряжках, победитель которых получает призовой золотоносный участок. При содействии друзей — Коротышки, который помогает ему найти лучших животных, и Билла Бурлящая Вода, финиширующего вместе с ним, — Смоку удаётся выиграть гонку. Друзья делят деньги, а Джой остаётся с Китом.

## Критика
«Развлекательный, стильный приключенческий фильм с декором и локациями, который подчеркивает юмористические, грубые акценты сюжета и побуждает актеров проявлять большую физическую активность».
Оригинальный текст (нем.)„Unterhaltsamer, in Dekors und Schauplätzen stilsicherer Abenteuerfilm, der die humorvoll-derben Akzente der Geschichte betont und seine Darsteller zu hohem körperlichen Einsatz animiert.“
— Lexikon des internationalen Films

«Этот … фильм нацелен только на поверхностные эффекты и плоскую комичность».
Оригинальный текст (нем.)„Der … Film zielt lediglich auf oberflächliche Effekte und platte Komik ab.“
— Gebhard Hölzl, Thomas Lassonczyk.

## Места съемок
Высокогорные натурные съемки проходили в Чехословакии — в Высоких Татрах, в долине, ограниченной горными массивами Гранатова лавка и Герлаховски-Штит, в районе озера Велицке-Плесо на высоте 1660 метров, — эти места изображают в картине перевал Чилкут на границе между американским штатом Аляска и канадской провинцией Британская Колумбия, долину Дайи, Ледяное озеро. Фильм также снимался в Карелии (СССР), под Петрозаводском в районе Кончозера между поселками Косалма, Царевичи, Шуйская Чупа. С Чукотки в Карелию со своими собаками и нартами прибыли лучшие каюры и охотники из оленеводческого колхоза имени Ленина.

## Прочее
В Kit & Co мы сталкиваемся с оригинальной темой в стиле уличного хита и его вариациями, в зависимости от послания картинки, соединенной параллельно с ним. Кроме того, встречаются менее убедительные оркестровые пересказы иллюстративного характера.
Оригинальный текст (нем.)„In Kit & Co. begegnen uns ein originelles Thema in der Art eines Gassenhauers und dessen Variationen, je nach Aussage des Bildes parallel mit diesem verbunden. Daneben stehen weniger überzeugende Orchesterparaphrasen illustrativen Charakters. “
— Кино и телевидение.Ассоциация кинематографистов и телевизионщиков ГДР